# Weinbergstraße (Radebeul)
Die Weinbergstraße ist eine 1,1 km lange Innerortsstraße in der sächsischen Stadt Radebeul, im Stadtteil Oberlößnitz. Sie beginnt unterhalb der Hoflößnitz im Tal des Lößnitzbachs und verläuft, meist eingerahmt von Bruchsteinmauern, nach Osten an zahlreichen Weingütern vorbei bis zum Haus Albertsberg am Fuß des Weinbergs Albertsberg. Die historische Berggasse, eine Altstraße, liegt größtenteils im Denkmalschutzgebiet Historische Weinberglandschaft Radebeul, die oberhalb der nördlichen Anwesen liegenden Grünflächen gehören zum Landschaftsschutzgebiet Lößnitz.

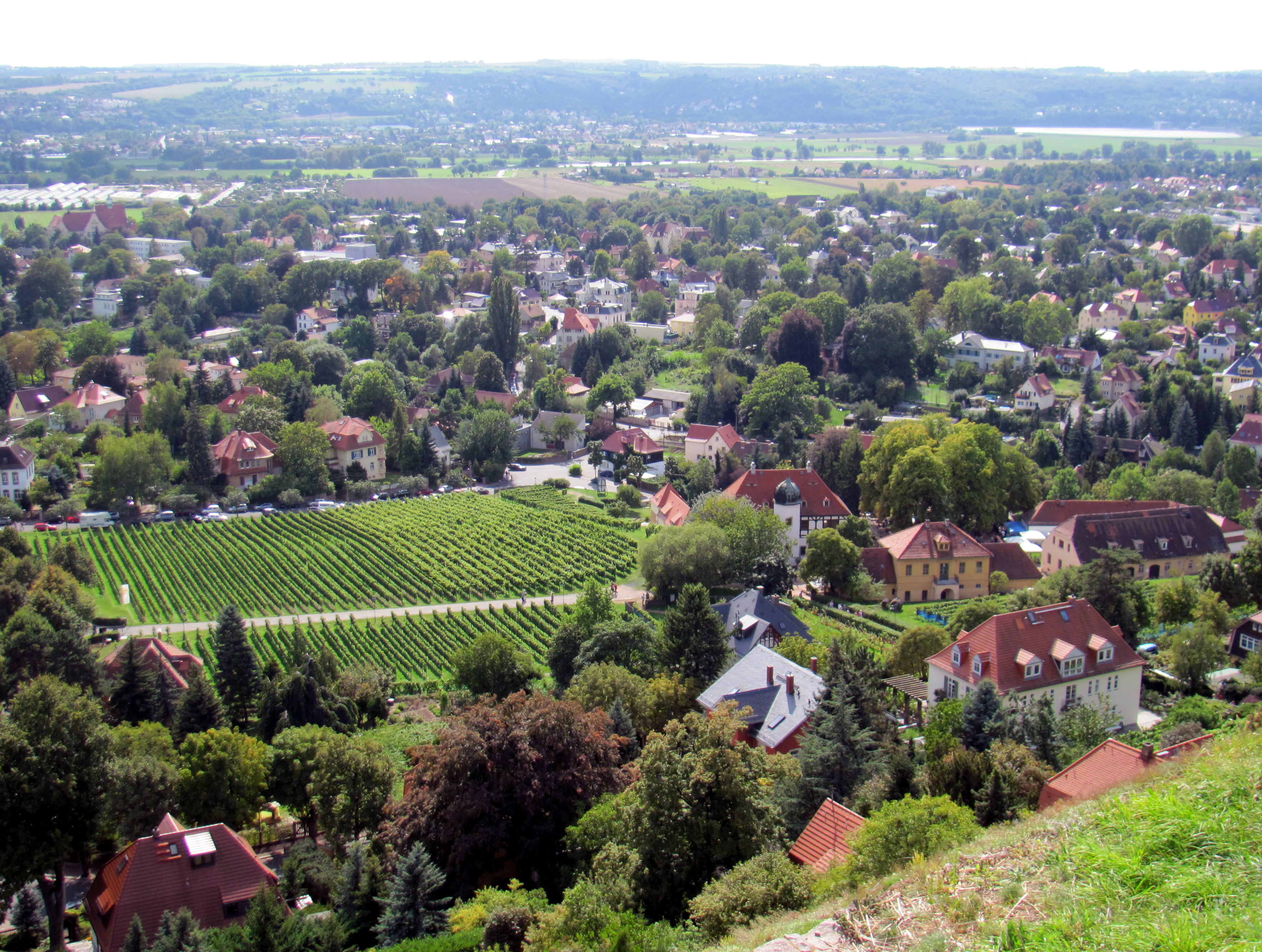
Blick von Norden auf Hoflößnitz mit dem Weingarten Schlossberg, darüber der westliche Teil der Weinbergstraße (Osten ist links)

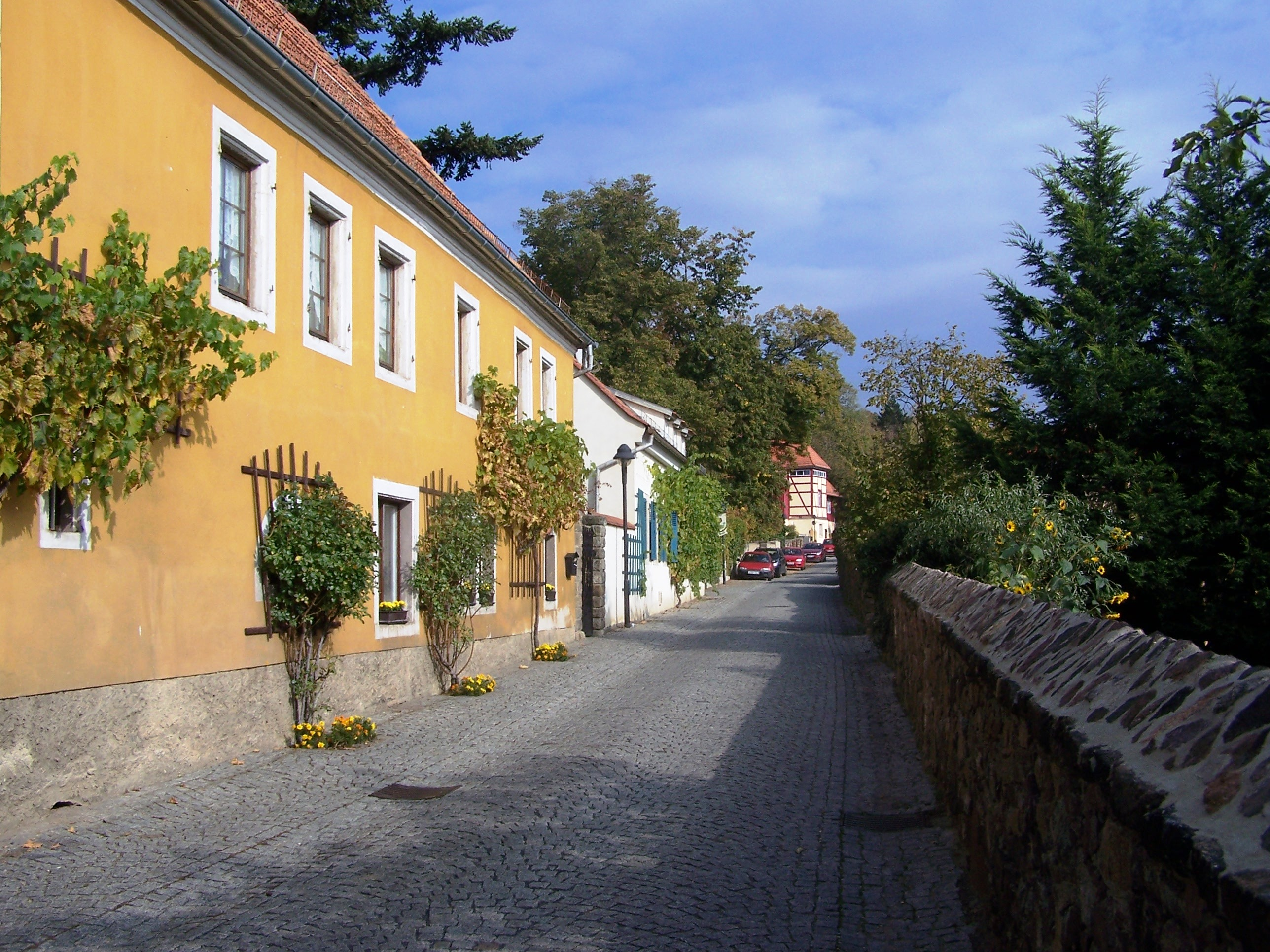
Weinbergstraße: Blick nach Osten zwischen Winzerhaus Barth und dem Retzschgut. Rechts die Bruchsteinmauern oberhalb der nach Süden abfallenden Grünflächen

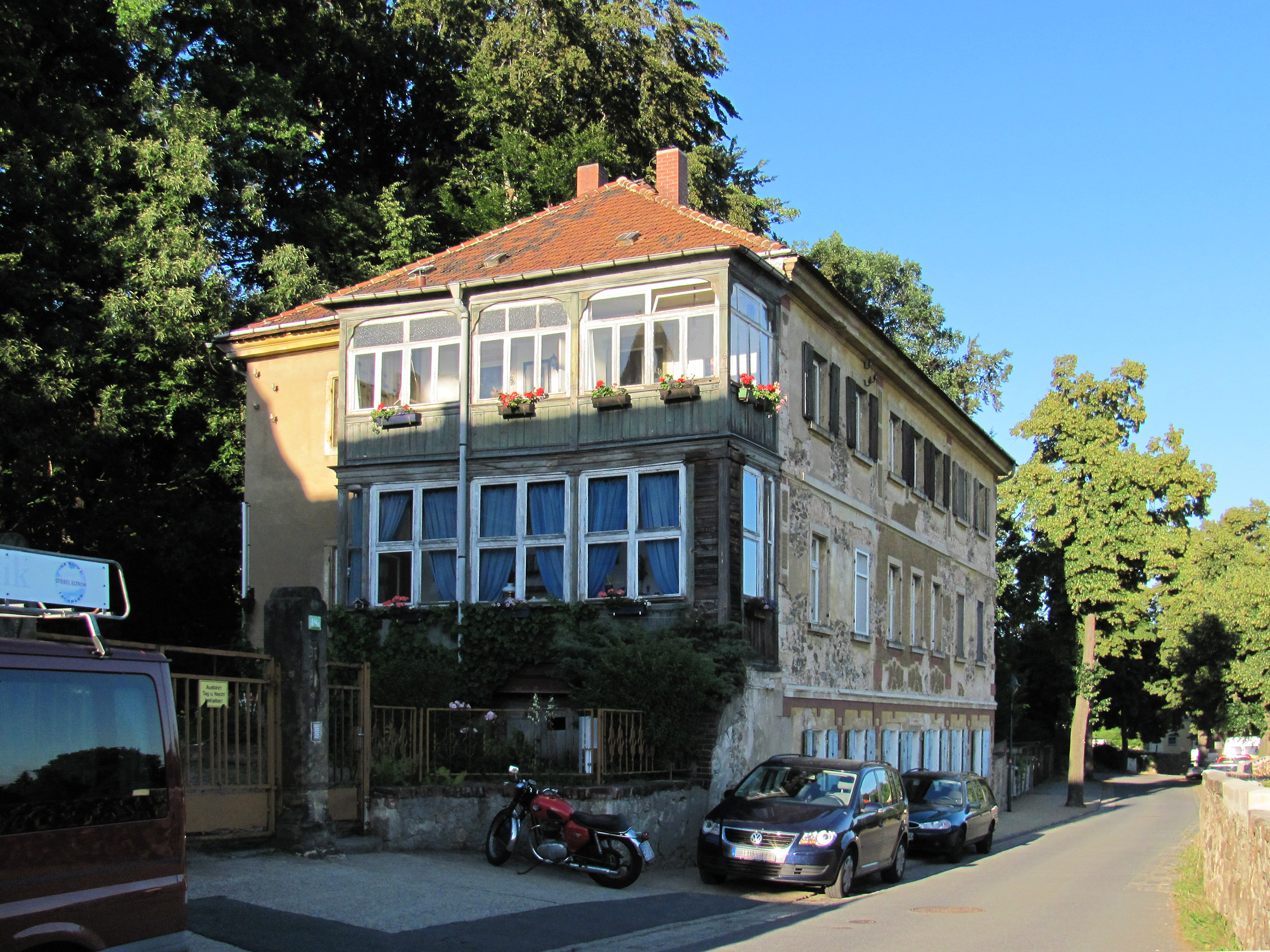
Östliches Ende der Weinbergstraße an Hofmanns Palais. Gegenüber der Einmündung steht Haus Albertsberg

Berliner Meilenblätter (1781–1810): Am oberen Rand die Hoflößnitz, die obere rechte Wegeführung ist die Weinbergstraße ab dem Meinholdschen Turmhaus

Die Weinbergstraße wird, zusammen mit der Bennostraße und dem Augustusweg, im Dehio-Handbuch erwähnt als Beispiel für die alte Kulturlandschaft aus Herrenhäusern am Hang und Lusthäusern oberhalb der Steillagen-Weinberge, die durch den mittelalterlichen Weinbergsbesitz des Dresdner und Meißnischen Adels sowie in der neuzeitlichen Nachfolge durch reiche Bürger entstand.

## Bebauung

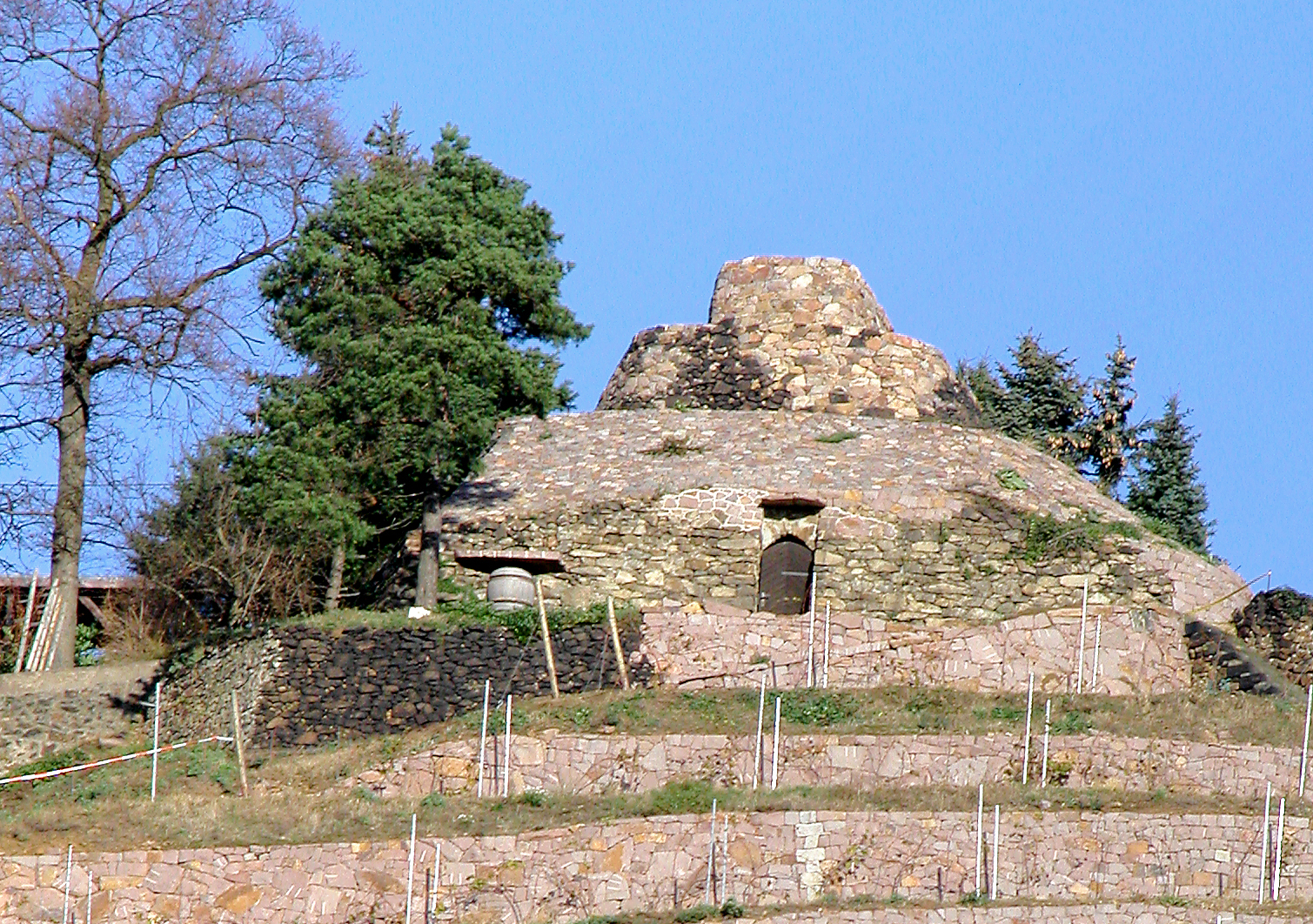
Steinerne Schnecke

Die Benummerung der Hausadressen startet am Lößnitzbach; die ungeraden Nummern liegen auf der Südseite, also links, die geraden Nummern liegen auf der Nordseite, also zum Berg hin. Vor der Einmündung in die Eduard-Bilz-Straße liegen die Nrn. 48/48a.
Neben einigen mit dem Radebeuler Bauherrenpreis ausgezeichneten Bauten liegen zahlreiche Kulturdenkmale entlang der Weinbergstraße und sind daher in der Liste der Kulturdenkmale in Radebeul-Oberlößnitz aufgeführt, einige mit Adressen von Querstraßen:
- Nrn. 1a/1b,[2] Nr. 3, Nr. 4, Lößnitzgrundstraße 19, Nr. 5, Nr. 9, Hoflößnitz (Knohllweg 37), Meinholdsches Turmhaus (Nr. 10),[3][4] Nr. 11, Winzerhaus Barth (Nrn. 14, 16), Villa Elisabeth (Nr. 18), Retzschgut (Nr. 20),[5] Retzschgasse 7, Haus Jordan (Nrn. 24, 26, 26b),[1] Haus Lorenz (Nr. 28),[1][6] Weberstraße 17, Nrn. 32, 32a, Haus Hermannsberg (Nrn. 34, 34a) mit Cikkurat, Bennostraße 29, Haus Friedeborn (Nr. 36), Nr. 40,[7] Villa Friedenshain (Nr. 42), Bennoschlösschen (Bennostraße 35), Haus in der Sonne (Nr. 44), Nr. 46, Haus Steinbach (Bennostraße 41), Weingut Hofmannsberg (Nrn. 48, 48a)

Die drei Bennostraßenanwesen (Nrn. 29, 35, 41) liegen nicht an Querstraßen, sondern reichen als Weingärten bzw. Parks von der darunterliegenden Bennostraße bis an die Weinbergstraße. Die Hoflößnitz auf der Nordseite nimmt mit dem Schlossberg die gesamte Länge der südlichen Grundstücke Nrn. 1–11 ein, die zwischen Lößnitzgrundstraße und Hoflößnitzstraße liegen.
Etliche Anwesen an der Weinbergstraße sind Weingüter, deren Steillagen-Anbauflächen teilweise direkt nördlich der historischen, barocken Herren- und Winzerhäuser liegen und bis zur Hangkante reichen: Dazu gehören neben dem Weingut Hoflößnitz das Weingut Karl Friedrich Aust (Meinholdsches Turmhaus, Nr. 10), Weingut Ulf Große (Winzerhaus Barth, Nrn. 14, 16), Weinbau Klaus Seifert (Retzschgut, Nr. 20) und das Weingut Drei Herren (Haus Hermannsberg, Nrn. 34, 34a). Die weithin sichtbare Landmarke des Hermannsbergs, die Cikkurat oder auch Steinerne Schnecke, markiert dort als Bergwarte den obersten Punkt der Weinbauflächen.
Das Weingut Haus Steinbach liegt zwar in der Bennostraße 41, seine Weinbauflächen reichen aber auch an die Weinbergstraße. Das auch von der Weinbergstraße aus zu sehende Bennoschlösschen auf seinem verpachteten Weingarten ist als einziges Gebäude nicht barock, sondern stammt bereits als Steinhaus aus der Renaissance. Alle diese Weingüter liegen in der Lage Radebeuler Goldener Wagen und gehören zur sächsischen Großlage Radebeuler Lößnitz.
Parallel zur Weinbergstraße verlief die historische Straken-Wasserleitung, die dort in der frühen Neuzeit zunächst zwölf Weingüter sowie die Hoflößnitz mit Wasser versorgte.
Das Meinholdsche Weinberghaus wurde, wie auch die Hoflößnitz und das Bennoschlößchen, 1905 in Dehios Schnellinventar als Kunstdenkmal aufgeführt, in der Denkmalinventarisation von Gurlitt 1904 waren darüber hinaus das Retzschgut sowie das Haus in der Sonne beschrieben.

## Namensgebung
Die auf das 16. Jahrhundert zurückgehende Berggasse wurde um 1650 als Hausgasse mit mehreren anliegenden Weinbergshäusern aufgezeichnet. Später folgte die Bezeichnung Obere Berggasse, aus der 1904 Obere Bergstraße und dann Bergstraße wurde.
Mit der Vereinigung der Lößnitzortschaften zu Radebeul 1935 erfolgte die Widmung als Weinbergstraße, während die im Westen in der Niederlößnitz liegende Weinbergstraße den Namen Kellereistraße nach der dort liegenden Sektkellerei Bussard bekam.

## Anwohner
- Carl Christian Meinhold, Ulrich Aust, Moritz Retzsch, Richard Lange, Rainer Beck, Oswald Haenel, Martin Hammitzsch, Angela Hammitzsch, Walter von Boetticher, August Flockemann